# Isla Chupadores Chico
La isla Chupadores Chico es una isla de Ecuador, ubicada en el Golfo de Guayaquil. La isla es el asentamiento de Cerrito de los Morreños, un recinto rural en el que en la actualidad viven alrededor de 900 personas, principalmente dedicadas a la pesca y a la captura de cangrejos. Los habitantes del poblado obtienen energía por medio de paneles solares y el agua potable gracias al abastecimiento de tanqueros. El acceso a Cerrito de los Morreños se efectúa por medio de lanchas, que tardan alrededor de una hora y media en llegar desde Guayaquil.
Cerrito de los Morreños fue inmortalizado en la novela Don Goyo (1933), una de las obras más famosas de Demetrio Aguilera Malta. El personaje principal de la obra fue inspirado por Gregorio Quimí, conocido como Don Goyo, quien fundó el poblado alrededor de 1917. Quimí llegó al lugar durante un viaje en busca de madera a Balao, pues trabajaba en la construcción de barcos, pero al ver el sitio decidió establecerse allí. Dado que Quimí provenía de la población de El Morro, el sitio pasó a ser identificado con el gentilicio de morreños.
La isla cuenta con cinco especies diferentes de mangle. Esta biodiversidad la llevó a ser incluida en 2013 en la lista de Sitios Ramsar, en un área que comprende otras cuatro islas del Golfo de Guayaquil.